# Test (wrestler)
Andrew Test Martin, nato Andrew James Robert Patrick Martin, meglio conosciuto come Test (Whitby, 17 marzo 1975 – Tampa, 13 marzo 2009), è stato un wrestler canadese.
In passato ha lottato nella World Wrestling Entertainment e nella Total Nonstop Action Wrestling. Durante i suoi nove anni in WWE, ha vinto nove titoli. Trovò il successo nella competizione singola, vincendo l'Intercontinental Championship e l'European Championship, entrambi una volta, l'Hardcore Championship due volte, il WWF e il WCW World Tag Team Championship insieme a Booker T.
Nel 2005, cambiò legalmente il suo nome in "Andrew Test Martin" per guadagnare il possesso di quello che per anni è stato il suo ring name, che la WWE aveva registrato come trademark..

## Carriera

### World Wrestling Federation/Entertainment

#### Corporation (1998–1999)
Martin fece il suo debutto nella World Wrestling Federation nella puntata di Sunday Night Heat del 25 ottobre 1998 come guardia del corpo dei Mötley Crüe, la quale si stava esibendo nello show; Martin gettò un fan eccessivamente curioso fuori dal palcoscenico (kayfabe) durante l'esibizione della band. Debuttò ufficialmente nella WWF come Test il 14 dicembre 1998 nel corso di Raw is WAR.
Sebbene all'inizio lavorasse come wrestler singolo, Martin finì presto per unirsi a Vince McMahon e alla sua stable, la Corporation; all'interno del gruppo, Test ricoprì inizialmente il ruolo di guardia del corpo di The Rock.

#### Relazione con Stephanie McMahon e T&A (1999–2001)
Dopo esser stato cacciato dalla Corporation, Test si unì a un gruppo di wrestlers chiamato "The Union" che includeva Big Show, Mankind e Ken Shamrock; la stable ebbe una breve faida con la Corporation prima di sciogliersi silenziosamente.
Test prese a questo punto parte ad una storyline che lo portò a fidanzarsi on screen con Stephanie McMahon. I due si fidanzarono quando Test sconfisse Shane McMahon, contrario al loro rapporto, in un match a stipulazione speciale "O la ami o la lasci" a SummerSlam 1999. Stephanie subì un'amnesia quando fu colpita da British Bulldog con un bidone dell'immondizia, ma ciò non impedì alla coppia di pianificare il loro matrimonio; i due stavano per sposarsi quando Triple H mostrò un video che dimostrava che lui aveva drogato Stephanie e l'aveva portata a Las Vegas, sposando la ragazza. Stephanie in seguito passò tra le file degli heel schierandosi contro Test e segnando l'inizio della cosiddetta McMahon-Helmsley Era. Test entrò a far parte di un tag team con Albert, conosciuto come "T & A", sotto la tutela di Trish Stratus. A WrestleMania 2000, assieme a Albert sconfisse Al Snow e Steve Blackman.

#### Varie faide e l'Invasion (2001–2002)
Il duo si sciolse nella prima parte del 2001 quando Albert attaccò Test per schierarsi dalla parte dei McMahon-Helmsley.
Test partecipò in seguito alla Royal Rumble 2001 e la sera successiva, durante Raw is WAR, batté William Regal conquistando per la prima volta l'European Championship. Test iniziò un feud con Eddie Guerrero per il Titolo Europeo, perdendolo in favore di Guerrero a WrestleMania X-Seven in seguito all'interferenza nel corso del match da parte di Dean Malenko e Perry Saturn. A Judgment Day, partecipò in un Triple threat hardcore match valido per l'WWF Hardcore Championship che vide Rhyno uscirne vincitore. Nella puntata di SmackDown del 9 agosto 2001, Test si unì all'Alliance aiutando Diamond Dallas Page e Chris Kanyon a battere gli APA, facendogli vincere i World Tag Team Titles. A SummerSlam, Test e i Dudley Boyz sconfissero gli APA e Spike Dudley in un six-man tag team match grazie allo schienamento di Test ai danni Bradshaw.
Test iniziò a far team con Booker T. I due divennero i nuovi campioni di coppia WCW sconfiggendo The Undertaker e Kane nell'edizione di SmackDown del 27 settembre 2001. Tuttavia persero i titoli l'8 ottobre a Raw contro gli Hardy Boyz. A No Mercy batté Kane. Test e Booker T sconfissero The Rock e Chris Jericho il 1º novembre a SmackDown conquistando il titolo di coppia WWF, che persero contro gli Hardy Boyz il 12 novembre.
In seguito ebbe una faida con Edge, il quale a Survivor Series 2001 lo sconfisse ed unificò il Titolo degli Stati Uniti WCW e il Titolo Intercontinentale WWF. Quella stessa sera Test vinse una Battle Royal che gli garantì l'immunità dall'essere licenziato per un anno. Per un breve periodo, Test fece il prepotente attaccando i non-wrestler, ma la gimmick fu presto abbandonata e dell'immunità non si parlò più. A Vengeance, insieme a Christian perse contro Scotty 2 Hotty e Albert.

#### Relazione con Stacy Keibler e licenziamento (2002–2004)
Alla Royal Rumble 2002, partecipò al Royal Rumble match, ma fu eliminato da "Stone Cold" Steve Austin. Nella puntata di SmackDown del 28 marzo 2002, affrontò Rob Van Dam in un match valido per il titolo intercontinentale ma perse. Successivamente Test arrivò in semifinale nel torneo King of the Ring perdendo per mano del futuro vincitore, Brock Lesnar. Qualche tempo dopo diede vita alla stable degli "Un-Americans" insieme a Lance Storm, Christian e William Regal. Ebbe un match contro Undertaker a SummerSlam, ma lo perse.
Nell'ottobre del 2002, Stacy Keibler diventò la ragazza di Test sullo schermo e consulente d'immagine. Lo esortò a tagliarsi i capelli e a cambiare i suoi soliti pantaloni di velluto con pantaloncini corti; la Keibler soprannominò i fan di test "Testicles" (lett. "Testicoli"). Partecipó alla Royal Rumble 2003 ma venne eliminato da Batista, dopo quasi 20 minuti di permanenza nel ring.
Formò quindi un tag team con il rientrante Scott Steiner ed iniziò a maltrattare Stacy dopo esser diventato sospettoso di una sua relazione con Steiner. Gli amici si separarono ed iniziarono una lotta per la conquista della Keibler. Test infine sconfisse Steiner, vincendo i servizi di Stacy e annunciando le sue intenzioni di "renderla la sua prostituta"; sconfisse infine Steiner ancora una volta, costringendolo a diventare il suo schiavo. Steiner attaccò poi Stacy, ritenendola la causa dei suoi problemi. Test liberò Steiner dal suo obbligo e la coppia tornò ad essere un tag team, trattarono la Keibler come una schiava. I due lottarono per il Titolo di Coppia in più di una occasione, senza raggiungere il risultato sperato. Furono quindi licenziati da Mick Foley (kayfabe) e riportati a Raw in seguito dal General Manager Eric Bischoff.
Martin fu costretto a ricorrere ad un intervento di fusione di due vertebre del collo nel giugno 2004.
Il 1º novembre dello stesso anno, ancora in convalescenza, fu svincolato dalla WWE insieme ad A-Train e Billy Gunn.

### Circuito indipendente (2005)
Test ritornò sul ring nel maggio del 2005 in diverse federazioni del circuito indipendente. Fu protagonista per qualche tempo sui ring della Nu-Wrestling Evolution, lottando con il nome di Big Foot.

### Ritorno in WWE

#### ECW(2006–2007)
Il 22 marzo 2006 la WWE annunciò la nascita di un nuovo accordo con Test, il quale debuttò nella Extreme Championship Wrestling il 4 luglio 2006 sconfiggendo Al Snow e lanciando "Head" (la testa di plastica che porta con sé Snow) tra la folla. La gimmick adottata dal wrestler lo portò a comportarsi da monster heel. La prima storyline alla quale partecipò fu quella che vide opposti i wrestler della "vecchia" ECW e quelli della "nuova"; iniziò lottando assieme a Mike Knox e successivamente con i nuovi arrivati The Big Show e Matt Striker contro Rob Van Dam, Sabu e The Sandman.
Il 7 novembre Test sconfisse Tommy Dreamer e guadagnò un posto nella Extreme Elimination Chamber match previsto per a December to Dismember e valido per l'ECW World Championship; nel corso del match eliminò Hardcore Holly e Rob Van Dam prima di esser schienato dal futuro vincitore Bobby Lashley. Tentò la scalata al titolo detenuto da Lashley, ma perse tutti e tre i match contro il Campione.
Il 18 febbraio 2007, il commentatore di Raw Jim Ross confermò che Test era stato sospeso per 30 giorni a seguito della violazione del "Wellness Program", il programma anti doping della federazione. La settimana successiva, il 27 febbraio, Test fu licenziato dalla World Wrestling Entertainment. Sul suo MySpace, Martin dichiarò di essere stato lui a chiedere la fine del contratto alla WWE, senza però spiegarne i motivi.

### Total Nonstop Action Wrestling (2007–2008)
Martin debuttò nella Total Nonstop Action come "The Punisher" Andrew Martin il 2 agosto 2007 durante una puntata di iMPACT!. Martin si alleò ad Abyss e Sting aiutandoli a sconfiggere A.J. Styles e Christian Cage in un tag team ladder match.
Dopo poco più di un mese dal suo ingaggio, Martin ha lasciato la Total Nonstop Action, per contrasti sorti con la dirigenza a seguito della richiesta di perdere chili e massa muscolare.
Il 19 dicembre 2007, Test comunicò sul suo MySpace di aver deciso di lasciare il mondo del wrestling e quindi la volontà di ritirarsi. Tuttavia, però, non escluse un eventuale ritorno nel mondo nel wrestling in un lontano futuro. Infatti, Test continuò a combattere in alcuni circuiti indipendenti della Florida.

## Morte
Martin è stato trovato morto nella sua casa di Tampa, Florida, il 13 marzo 2009. La polizia fu chiamata da un vicino preoccupato dal vedere Martin, apparentemente senza sensi, per diverse ore, riverso a terra, attraverso una finestra. La polizia rinvenne il corpo senza vita del wrestler solo dopo aver scalato il balcone della sua casa. Il ritrovamento avvenne, probabilmente, un giorno dopo la sua morte. La morte fu provocata da un'overdose di oxycodone. Più tardi fu determinato dal Dr. Bennet Omalu che Martin soffriva di un'encefalopatia traumatica cronica, anche nota come encefalopatia del pugile. Il corpo di Martin è stato cremato.
Tuttavia, nonostante la morte di Martin fosse stata riconosciuta dalla WWE, assieme a Chris Benoit è l'unico wrestler canadese  a non comparire in nessuna sezione  tra le Superstar sul sito WWE; venne inserito nella categoria Alumni nel 2014, venendo tuttavia rimosso in seguito per motivi tuttora sconosciuti.

## Vita privata
Martin ha avuto relazioni con le dive Stacy Keibler e con Kelly Kelly, quest'ultima terminata all'inizio del 2009 poco prima della sua morte.
Martin si allenava nella palestra di Bret Hart a Calgary, assieme ad  Edge, Christian e Lance Storm.
Rispettato negli spogliatoi, Martin era un amico intimo di A-Train, Val Venis, Curt Hennig e Rikishi, aveva inoltre saldi rapporti di amicizia con Bret Hart, Edge, Christian, Owen Hart, Lance Storm, Chris Benoit, Kevin Nash, Scotty 2 Hotty, Elijah Burkee e gli arbitri Jim Kordeas e Dave Hebner.

## Nel wrestling

### Mosse finali
- Diving elbow drop – 1999–2001; usata come mossa caratteristica dal 2002–2007
- Pumphandle slam
- Standing o Running big boot
- Test Drive (Rolling cutter) – 2002–2004
- Test Grade (Spinning fireman's carry cutter) – 2006–2007

### Manager
- Paul Heyman
- Stacy Keibler
- Stephanie McMahon
- Trish Stratus

### Soprannomi
- "Test"
- "The Corporate Insurance Policy"
- "The Corporation's Hired Gun'
- "God's Gift to ECW"
- "The Impact Player"
- "The Punisher"

### Musiche d'ingresso
- "This Is a Test" degli Static-x e Jim Johnston (WWF/E)
- "F.U. System" di Dale Oliver (TNA)

## Titoli e riconoscimenti
- Pro Wrestling Illustrated
  - 37º nella classifica dei 500 migliori wrestler su PWI 500 (2001)
- Wild West Wrestling
  - WWW Heavyweight Championship (1)
- World Wrestling Federation
  - WCW Tag Team Championship (1) – con Booker T
  - WWF European Championship (1)
  - WWF Hardcore Championship (2)
  - WWF Intercontinental Championship (1)
  - WWF Tag Team Championship (1) – con Booker T